# James Judd
Pour les articles homonymes, voir Judd (homonymie).
James Judd est un chef d'orchestre britannique né le 30 octobre 1949 à Hertford.

## Biographie
James Judd naît le 30 octobre 1949 à Hertford,,.
Entre 1967 et 1971, il étudie le piano avec Alfred Kitchin et la direction d'orchestre avec Bernard Keefe au Trinity College of Music de Londres, avant de travailler au London Opera Centre. Il est ensuite chef assistant de Lorin Maazel à l'Orchestre de Cleveland de 1973 à 1975,.
Il est directeur musical associé de l'Orchestre des jeunes de la Communauté européenne à partir de 1978, puis directeur artistique de la formation à compter de 1990,.
En 1981, James Judd participe à la fondation de l'Orchestre de chambre d'Europe. Il emmène l'ensemble en tournée aux États-Unis en 1984-1985, en Asie de l'Est et en Europe,.
Entre 1987 et 2001, il est directeur musical de l'Orchestre philharmonique de Floride à Fort Lauderdale,. Il est également directeur musical du Florida Grand Opera entre 1993 et 1996,.
Dans les années 1990, il dirige notamment en tant que chef invité l'Orchestre philharmonique de Londres, l'Orchestre du Gewandhaus de Leipzig et l'Orchestre symphonique de Cincinnati. Il fait ses débuts au Festival de Salzbourg en 1993, se produit aussi au Festival de Glyndebourne, dirigeant La Cenerentola en 1995, et à la tête de l'Orchestre philharmonique de Berlin, de l'Orchestre symphonique de Prague, de l'Orchestre philharmonique royal de Stockholm et de l'Orchestre national de France.
Entre 1999 et 2005, James Judd est directeur musical de l'Orchestre symphonique de Nouvelle-Zélande, devenant ainsi le premier chef d'orchestre à porter ce titre dans l'histoire de l'orchestre néo-zélandais,.
Par la suite, il devient directeur musical de la Little Orchestra Society à New York, en 2013, l'année suivante directeur musical de l'Orchestre symphonique d'Israël, puis en 2016 directeur musical de l'Orchestre philharmonique de Daejeon, en Corée du Sud,.
Entre 2017 et 2020, James Judd est directeur musical de l'Orchestre philharmonique slovaque,,.
À la baguette, il est le créateur d'œuvres d'Anthony Payne (The Seeds Long Hidden, 1994) et Michael Nyman (Concerto pour saxophone, 1997), notamment,.
Au disque, il a enregistré des œuvres de Meyerbeer, Donizetti, Mahler et Elgar avec le Royal Philharmonic Orchestra et le Hallé Orchestra. Dans les années 2000, il réalise de nombreux enregistrements pour Naxos à la tête de l'Orchestre symphonique de Nouvelle-Zélande.